# NGC 4024
NGC 4024 (другие обозначения — ESO 572-31, MCG -3-31-4, PGC 37690) — галактика в созвездии Ворон.
Галактика по своей структуре похожа на NGC 1533. У неё есть бар и диск, последний без значительных изменений в своей структуре выходит за радиус бара.
Расстояние до галактики несколько раз измерялось различными способами, давшими разные результаты. В среднем оно оценивается как 28.2 ± 4.3 Mpc. Несмотря на большую неопределенность, эта величина важна для оценки расстояний до соседних галактик в группе, в особенности до галактик Антенны, которое так же существенно варьируется в зависимости от используемого метода оценки.
Этот объект входит в число перечисленных в оригинальной редакции «Нового общего каталога».
Галактика NGC 4024 входит в состав группы галактик NGC 4038. Помимо NGC 4024 в группу также входят ещё 25 галактик.